# Tonkin-Zwischenfall
Schlacht um Tua Hai (1960) – Schlacht um Ap Bac (1963) – Schlacht von Nam Dong (1964) – Tonkin-Zwischenfall (1964) – Operation Flaming Dart (1965) – Operation Rolling Thunder (1965–68) – Schlacht von Dong Xoai (1965) – Schlacht im Ia-Drang-Tal (1965) – Operation Crimp (1966) – Operation Hastings (1966) – Schlacht von Long Tan (1966) – Operation Attleboro (1966) – Operation Cedar Falls (1967) – Schlacht um Hügel 881 (1967) – Schlacht bei Dak To (1967) – Schlacht um Khe Sanh (1968) – Tet-Offensive (1968) – Schlacht um Huế (1968) – Operation Speedy Express (1968/69) – Operation Dewey Canyon (1969) – Schlacht am Hamburger Hill (1969) – Operation Menu (1969/70) – Operation Lam Son 719 (1971) – Schlacht um FSB Mary Ann (1971) – Schlacht um Quảng Trị (1972) – Operation Linebacker (1972) – Operation Linebacker II (1972) – Schlacht von Xuan Loc (1975) – Operation Frequent Wind (1975)
Als Tonkin-Zwischenfall (auch Tongking-Zwischenfall) bezeichnet man die Ereignisse am 2. und 4. August 1964 im Golf von Tonkin vor der Küste Nordvietnams. Dabei sollen nach Angaben der United States Navy nordvietnamesische Schnellboote zwei US-amerikanische Kriegsschiffe mehrmals ohne Anlass beschossen haben. Damit begründete die US-Regierung unter Präsident Lyndon B. Johnson ihre Tonkin-Resolution: Diese forderte das direkte Eingreifen der Vereinigten Staaten von Amerika in den seit 1956 andauernden Vietnamkrieg und legalisierte nach ihrer Annahme im US-Kongress von 1965 bis 1973 alle dortigen Kriegsmaßnahmen der USA.
Heute ist erwiesen, dass die damals behaupteten Angriffe tatsächlich nicht stattgefunden haben. Die offizielle Version der USA war ab den 1960er Jahren umstritten, und seit den 1980er Jahren ist erwiesen, dass am 4. August 1964 kein Torpedoangriff auf die US-Kriegsschiffe erfolgt ist. Die Pentagon-Papiere (erschienen 1971) und die Memoiren von Robert McNamara (1995) belegen, dass die US-Regierung die Vorfälle durch bewusste Falschdarstellung zur Durchsetzung ihres seit 1963 geplanten direkten Kriegseintritts benutzte.

## Ablauf
Die Vereinigten Staaten hatten zu Beginn der 1960er Jahre die Unterstützung für ihre südvietnamesischen Verbündeten erheblich verstärkt. Dies betraf unter anderem die Lieferung von Schnellbooten an Südvietnam sowie die Ausbildung der Besatzungen und Unterstützung bei Sabotageakten durch die CIA (sogenannte 34A-Operationen). Die Schiffe wurden für Kommandounternehmen an der nordvietnamesischen Küste eingesetzt. Einheiten der 7. US-Flotte führten seit dem Ende des Zweiten Weltkriegs routinemäßig Operationen in den Gewässern des Südchinesischen Meeres durch.

### Zwischenfall vom 2. August

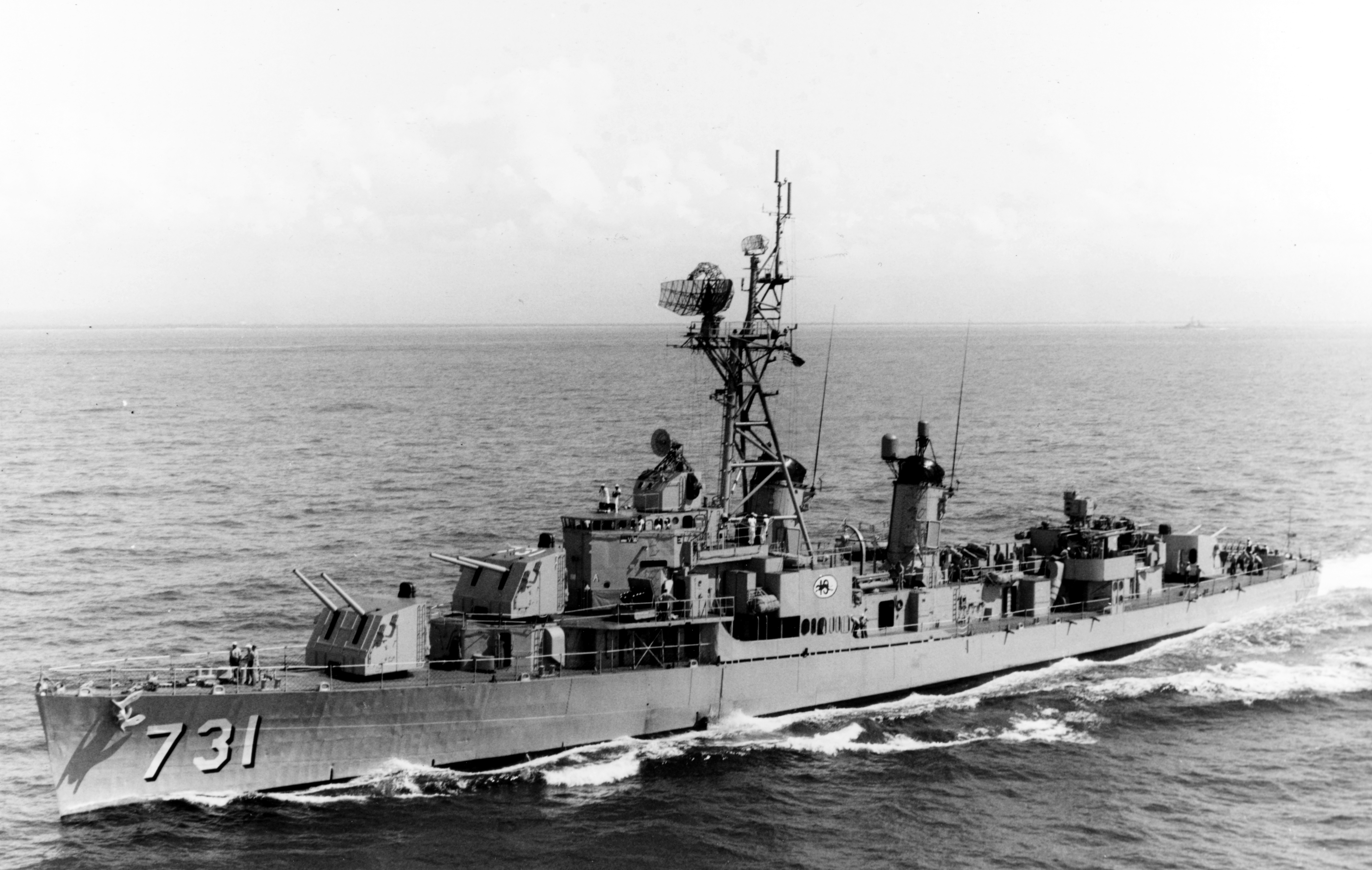
Die Maddox (1966)

Unmittelbar vor dem Tonkin-Zwischenfall hatten am 30. Juli 1964 mit den USA verbündete südvietnamesische Einheiten die nordvietnamesischen Inseln Hòn Ngư und Hòn Mê beschossen. Am Morgen des 31. Juli 1964 fuhr der US-amerikanische Zerstörer Maddox auf Erkundungsfahrt in den Golf von Tonkin ein. Das Ziel dieser Fahrt war allem Anschein nach die Gewinnung von Aufklärungsdaten über nordvietnamesische Radaranlagen und Militäreinrichtungen im Zielgebiet der südvietnamesischen Marineoperationen (Operation Desoto). Die Präsenz eines US-Kriegsschiffes sollte die nordvietnamesische Küstenwache zu Reaktionen provozieren, die von der National Security Agency (NSA) aufgezeichnet und anschließend vom US-Verteidigungsministerium analysiert werden konnten. Die Maddox blieb dabei nach Angaben des US-Militärs außerhalb der international anerkannten Zwölfmeilenzone; diese Darstellung wird allerdings bestritten. Südvietnamesische Schnellboote näherten sich bei ihrer Rückkehr von Hòn Mê und Hòn Ngư auf sieben Kilometer der Maddox, sodass die nordvietnamesische Abwehr den Eindruck haben konnte, der Zerstörer böte den Südvietnamesen vor etwaigen Verfolgern Feuerschutz.

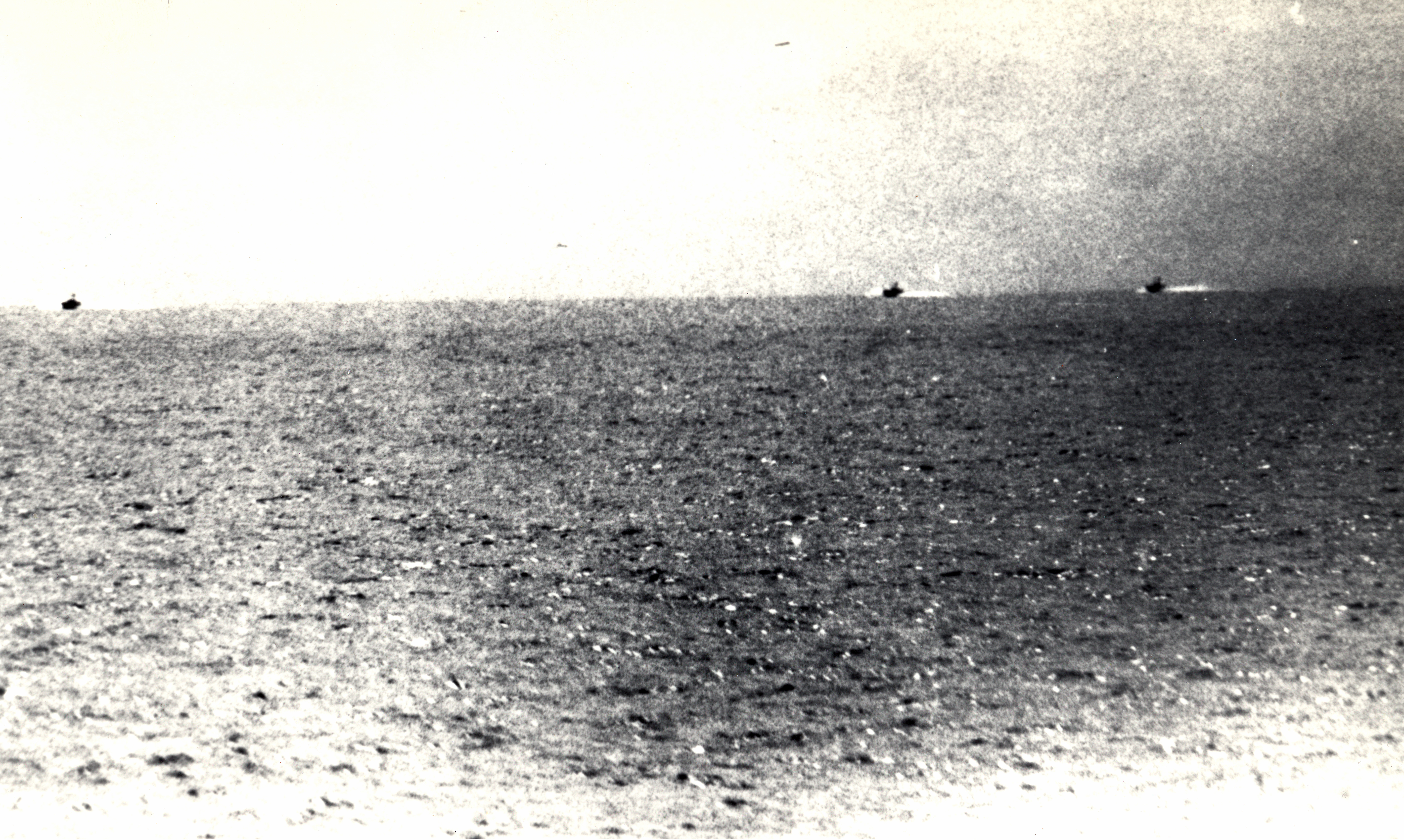
Nordvietnamesische Schnellboote am 2. August, fotografiert von der Maddox

Am Abend des 1. August näherte sich der US-Zerstörer der Insel Hòn Mê, wo noch die Folgen des Angriffs bewältigt wurden. Die an Bord befindlichen Abhörexperten der NSA berichteten von offensichtlichen Vorbereitungen seitens der nordvietnamesischen Marine, den Zerstörer anzugreifen. Am Mittag des 2. August traf die bereits in Gefechtsbereitschaft stehende Maddox bei ihrer Fahrt entlang der Küste auf drei nordvietnamesische Schnellboote. Deren Versuche, den Zerstörer zu umkreisen und vor der Küste zu stellen, misslangen jedoch. Die Maddox fuhr auf das offene Meer hinaus und forderte umgehend Luftunterstützung von dem in der Nähe befindlichen Flugzeugträger Ticonderoga an, wo sich einsatzbereite Angriffsflugzeuge bereits in der Luft befanden. Nach US-amerikanischer Darstellung wurde eines der Schnellboote manövrierunfähig geschossen und die beiden anderen beschädigt, während die Maddox mehreren Torpedos ausweichen konnte und nur leichte Treffer durch Maschinengewehrfeuer hinnehmen musste. Daraufhin zog sich das Schiff aus den Gewässern zurück.
Die Nachricht von diesen ersten Auseinandersetzungen traf umgehend in Washington ein. Präsident Johnson lehnte eine militärische Vergeltung ausdrücklich ab und reagierte lediglich mit einer Protestnote an die Demokratische Republik Vietnam.

### Zwischenfall vom 4. August

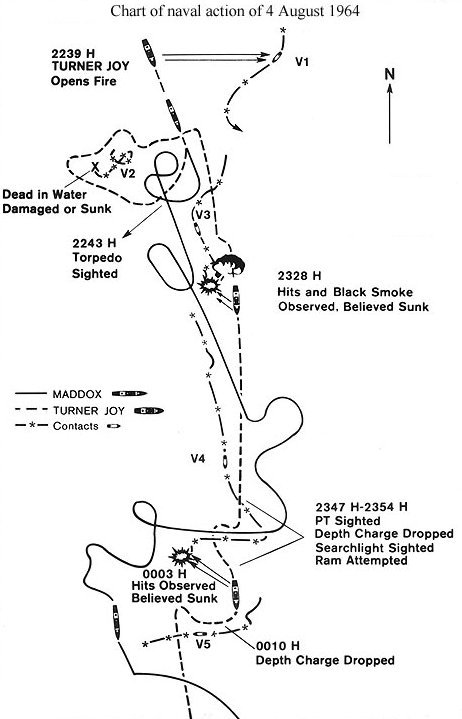
US-Darstellung des angeblichen Zwischenfalls am 4. August 1964

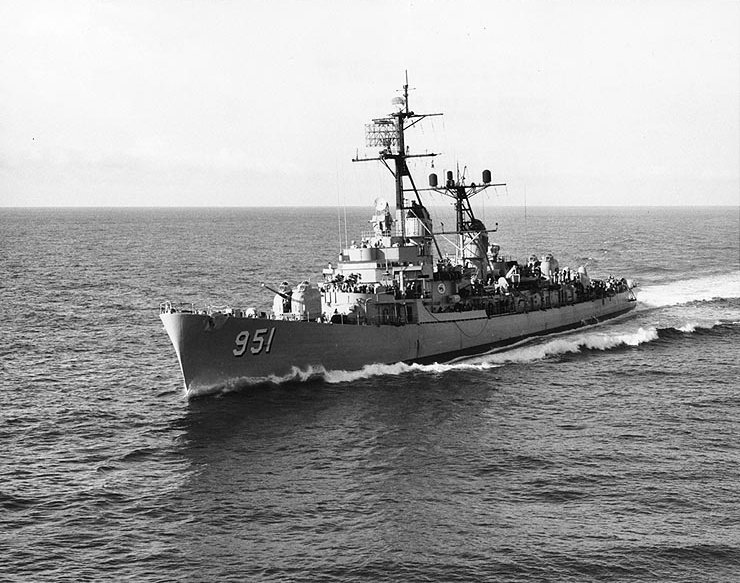
Die Turner Joy (1962)

Kapitän Herrick von der Maddox hatte nach dem Vorfall das Gebiet eigentlich verlassen wollen, wurde aber von seinen Vorgesetzten im Verteidigungsministerium der Vereinigten Staaten angewiesen, die Stellung zu halten. Durch das Hinzukommen eines zweiten Zerstörers, der Turner Joy, sollte die unterbrochene Mission fortgesetzt werden. Obschon den Verantwortlichen in Washington bewusst war, dass der Angriff auf die Maddox mit der Operation auf Hòn Mê und Hòn Ngư im Zusammenhang stand, wurde ein erneuter Angriff durch ein südvietnamesisches Kommando gestartet. Am 3. August wurden erstmals Ziele auf dem Festland angegriffen.
In Washington verhandelten unterdessen Präsident Johnson und sein Verteidigungsminister Robert McNamara über das weitere politische Vorgehen. Dabei ging es vor allem darum, wie weit der US-Kongress über die Hintergründe der durch die Medien bekannt gewordenen Vorfälle um die Maddox informiert werden sollte. Johnson wies McNamara schließlich an, das Parlament auch von der Unterstützung für die Schnellbootoperationen gegen Nordvietnam zu unterrichten. Allerdings sei es wichtig zu betonen, dass die Nordvietnamesen zuerst angegriffen hätten. Außerdem betonte Johnson, dass die Aufklärungsoperationen fortgesetzt werden sollten. Auch als McNamara Johnson wenige Stunden später auf der Grundlage von durch den NSA abgehörtem nordvietnamesischem Funk über einen vermutlich bevorstehenden erneuten Angriff auf das Schiff unterrichtete, blieb der Präsident bei dieser Anweisung. McNamara empfahl, auf einen zweiten Angriff mit Vergeltungsschlägen zu antworten.
Eine Stunde später, am Abend des 4. August, gab McNamara eine Meldung von Admiral Ulysses S. Grant Sharp, Kommandeur der Einsatzgruppe Pazifik, an Johnson weiter, wonach die beiden Schiffe weiter südlich unter erneutem Torpedobeschuss lägen. Auf die Nachfrage des Präsidenten konnte er die Angreifer nicht genau identifizieren, erklärte aber, dass die Torpedos vermutlich von nordvietnamesischen Schiffen kämen. Historisch ist allerdings erwiesen, dass am 4. August kein Angriff der Nordvietnamesen erfolgte. In seinen Memoiren schrieb der Verteidigungsminister später, dass er trotz mehrfacher Nachfrage keine exakten Informationen aus dem Einsatzgebiet bekommen und sich auf eine gleichlautende Einschätzung Sharps verlassen habe. Woher diese Einschätzung kommt, ist bis heute umstritten. Möglicherweise stützte Sharp sich lediglich auf die NSA-Berichte vom Nachmittag. In historischen Untersuchungen des NSA-Historikers Robert Hanyok aus dem Jahr 2001 wurden diese Berichte als „gefälscht“ bezeichnet. NSA-Mitarbeiter hätten gezielt einen Bericht „produziert“, der auf einen zweiten Angriff habe hinweisen sollen, um eigene zuvor gemachte Fehler zu vertuschen.
Wenige Stunden später gab Johnson den Befehl zu Vergeltungsschlägen mit Luftangriffen auf nordvietnamesische Hafenanlagen und Flugabwehrstellungen.
Am 5. August wurden von etwa 30 trägergestützten Flugzeugen Angriffe auf nordvietnamesische Marinestützpunkte in Hòn Gay, Loc Tschad, Phuc Loi, Vinh und Quang Khe geflogen. Kurz vor dem Beginn der Bombardierung hatte Präsident Johnson in einer Fernsehansprache die Angriffe angekündigt, wobei er sich auf das Recht der Verteidigung gegen unprovozierte nordvietnamesische Angriffe berief.
Spätere Aussagen von Beteiligten lassen darauf schließen, dass am 4. August kein Gefecht stattgefunden hatte bzw. dass die Maddox und die Turner Joy nicht auf Gegner gestoßen waren. Allerdings sind auch nach der Veröffentlichung der von Hanyoks zunächst geheim gehaltenen Untersuchung im Herbst 2005 nicht alle Akten über den Tonkin-Zwischenfall für die Öffentlichkeit zugänglich.
Nach Ray McGovern, ehemaliger CIA-Offizier, CIA-Analyst von 1963 bis 1990 und in den 1980ern Vorsitzender der National Intelligence Estimates, war der CIA ziemlich klar, „ganz zu schweigen von Präsident Johnson, Verteidigungsminister McNamara und NSA-Berater Bundy, dass die Beweise für irgend einen bewaffneten Angriff am Abend des 4. August 1964, dem sogenannten ‚zweiten Tonkin-Zwischenfall‘, höchst fragwürdig waren … Während des Sommers 1964 waren Johnson und die Joint Chiefs of Staff begierig, den Krieg in Vietnam auszuweiten. Sie intensivierten die Sabotage- und Blitzüberfälle an der nordvietnamesischen Küste“. Die Maddox, ausgestattet mit Spionagetechnik, sollte Funksprüche und Radartätigkeit entlang dieser Küste überwachen und die Überfälle brachten die Nordvietnamesen dazu, ihre Küstenradaranlagen einzuschalten. Zu diesem Zweck war die Maddox ausdrücklich dazu autorisiert, sich bis zu 11 Meilen der Küste und bis zu 4 Meilen den vorgelagerten Inseln zu nähern. Diese Inseln waren bereits Bombardierungen von See her ausgesetzt gewesen.
James Bamford, der drei Jahre in der US-Marine als Daten-Analyst diente, beschreibt in seinem Buch NSA. Die Anatomie des mächtigsten Geheimdienstes der Welt (Body of Secrets), als wichtigstes Ziel der Maddox die Provokation: „das Schiff sollte als Provokateur zur See seinen scharfen, grauen Bug und die amerikanische Flagge so nahe wie möglich in den Bauch Nordvietnams stecken, quasi seine 5-Inch-Kanonen in die Nase der kommunistischen Marine rammen … Die Mission der Maddox war noch provokativer, indem sie gleichzeitig mit den Kommandoüberfällen an der Küste stattfand und dadurch der Eindruck entstand, dass sie diese Überfälle leitete …“ Die Nordvietnamesen hatten also allen Grund anzunehmen, dass die Maddox involviert war.

## Tonkin-Resolution

Entwicklung in Indochina nach dem Tonkin-Zwischenfall bis 1967

Präsident Lyndon B. Johnson, der im selben Jahr in seinem Amt durch Präsidentschaftswahlen bestätigt werden wollte, nutzte den Zwischenfall, um die US-amerikanische Beteiligung am Vietnamkrieg zu legitimieren. Verteidigungsminister Robert McNamara stritt vor dem US-Kongress einen Zusammenhang mit den südvietnamesischen Kommandos ab und bezeichnete die nordvietnamesischen Angriffe daher als unprovoziert. Am 7. August verabschiedete der Kongress die Tonkin-Resolution. Diese gab der US-Regierung die Vollmacht, „alle notwendigen Schritte zu unternehmen, einschließlich des Gebrauchs bewaffneter Gewalt, um jedes Mitglied […] des Südostasiatischen Kollektiven Verteidigungsvertrages […] in der Verteidigung seiner Freiheit“ zu unterstützen. Die Resolution wurde im Repräsentantenhaus mit 416 zu 0, im Senat mit 88 gegen zwei Stimmen angenommen. Damit konnte die US-Regierung Truppen nach Vietnam entsenden, ohne offiziell eine Kriegserklärung aussprechen zu müssen. Ein Mitarbeiter im State Department bezeichnete dies als das „funktionale Äquivalent einer Kriegserklärung“.

## Spätere Einordnung
1971 gab der Pentagon-Mitarbeiter Daniel Ellsberg die von ihm mitverfassten „Pentagon-Papiere“ an US-Medien und deckte durch sie die amtliche Darstellung des Zwischenfalls als bewusste Falschinformation auf. Er trug damit zur Rücknahme der Tonkin-Resolution im US-Kongress bei, löste aber auch die illegale Überwachung von Vertretern der Demokratischen Partei und in deren Folge die Watergate-Affäre aus.
Am 30. November 2005 vom US-Geheimdienst NSA freigegebene Dokumente bestätigten nochmals, dass der an US-Präsident Johnson gemeldete Angriff Nordvietnams vom 4. August 1964 durch einseitige Auswahl von Funkmeldungen suggeriert, also gezielt vorgetäuscht worden war.

## Film
- Die Verlegerin, 2017